# Sułowo (Bisztynek)
Sułowo (deutsch Schulen) ist ein Ort in der polnischen Woiwodschaft Ermland-Masuren. Er gehört zur Gmina Bisztynek (Stadt- und Landgemeinde Bischofstein) im Powiat Bartoszycki (Kreis Bartenstein).

## Geographische Lage
Sułowo liegt in der nördlichen Mitte der Woiwodschaft Ermland-Masuren, 14 Kilometer östlich der ehemaligen Kreisstadt Heilsberg (polnisch Lidzbark Warmiński) bzw. 16 Kilometer südlich der heutigen Kreismetropole Bartoszyce (deutsch Bartenstein).

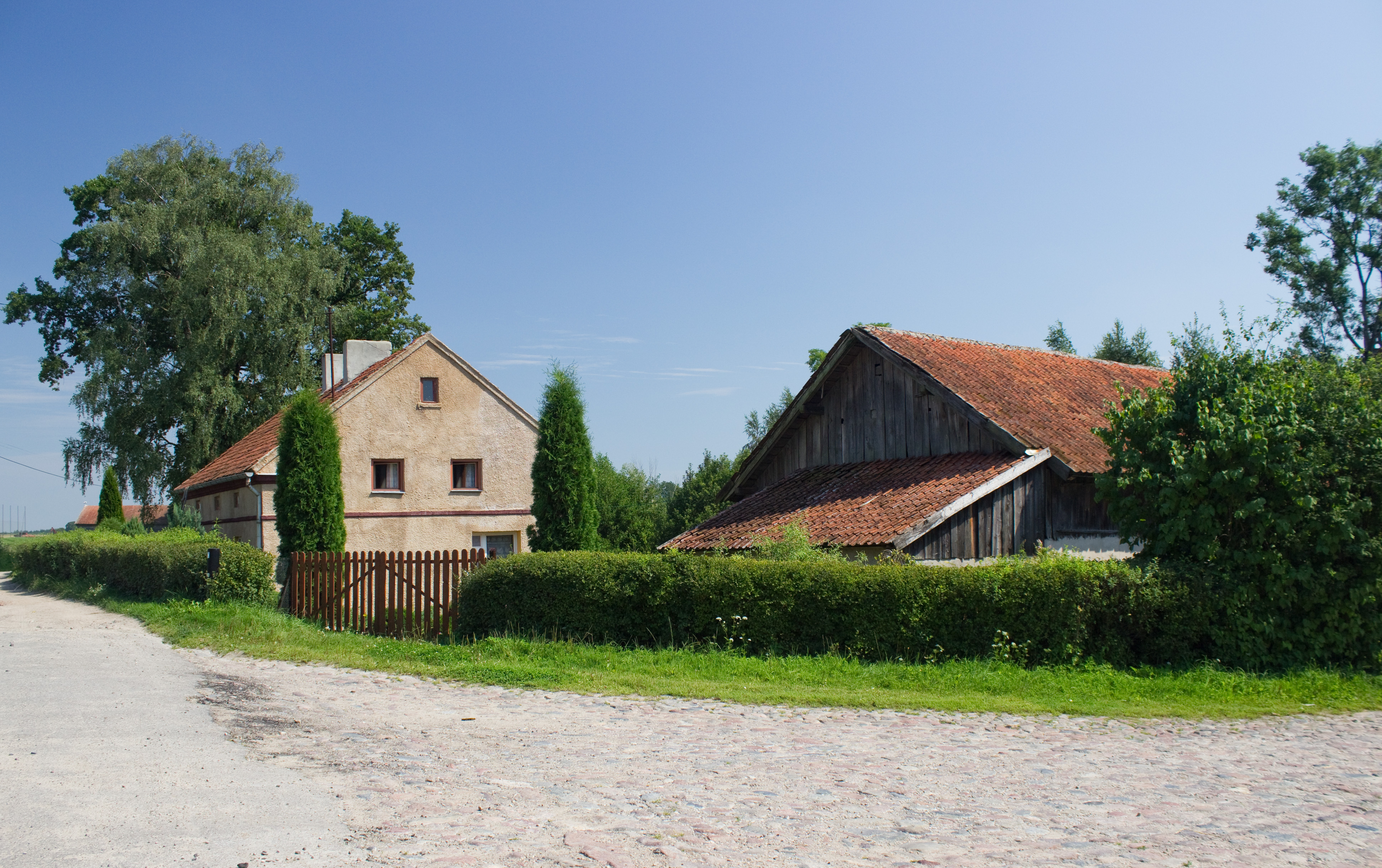
Anwesen in Sułowo

## Geschichte
Das Kirchdorf Schulen erhielt 1335 von Bischof Hermann von Prag die Handfeste. Im Jahre 1874 wurde es in den neu gebildeten Amtsbezirk Wuslack (polnisch Wozławki) im ostpreußischen Kreis Heilsberg aufgenommen. 495 Einwohner zählte Schulen im Jahre 1910.
Am 22. März 1928 vergrößerte sich die Landgemeinde Schulen um den Nachbarort Wienken (polnisch Winiec), der eingemeindet wurde.
Im Zusammenhang der Abtretung des gesamten südlichen Ostpreußen 1945 an Polen erhielt Schulen die polnische Namensform „Sułowo“ und ist heute eine Ortschaft innerhalb der Stadt- und Landgemeinde Bisztynek (Bischofstein) im Powiat Bartoszycki (Kreis Bartenstein), von 1975 bis 1998 der Woiwodschaft Olsztyn, seither der Woiwodschaft Ermland-Masuren zugehörig. Im Jahre 2021 zählte Sułowo 114 Einwohner.

## Kirche

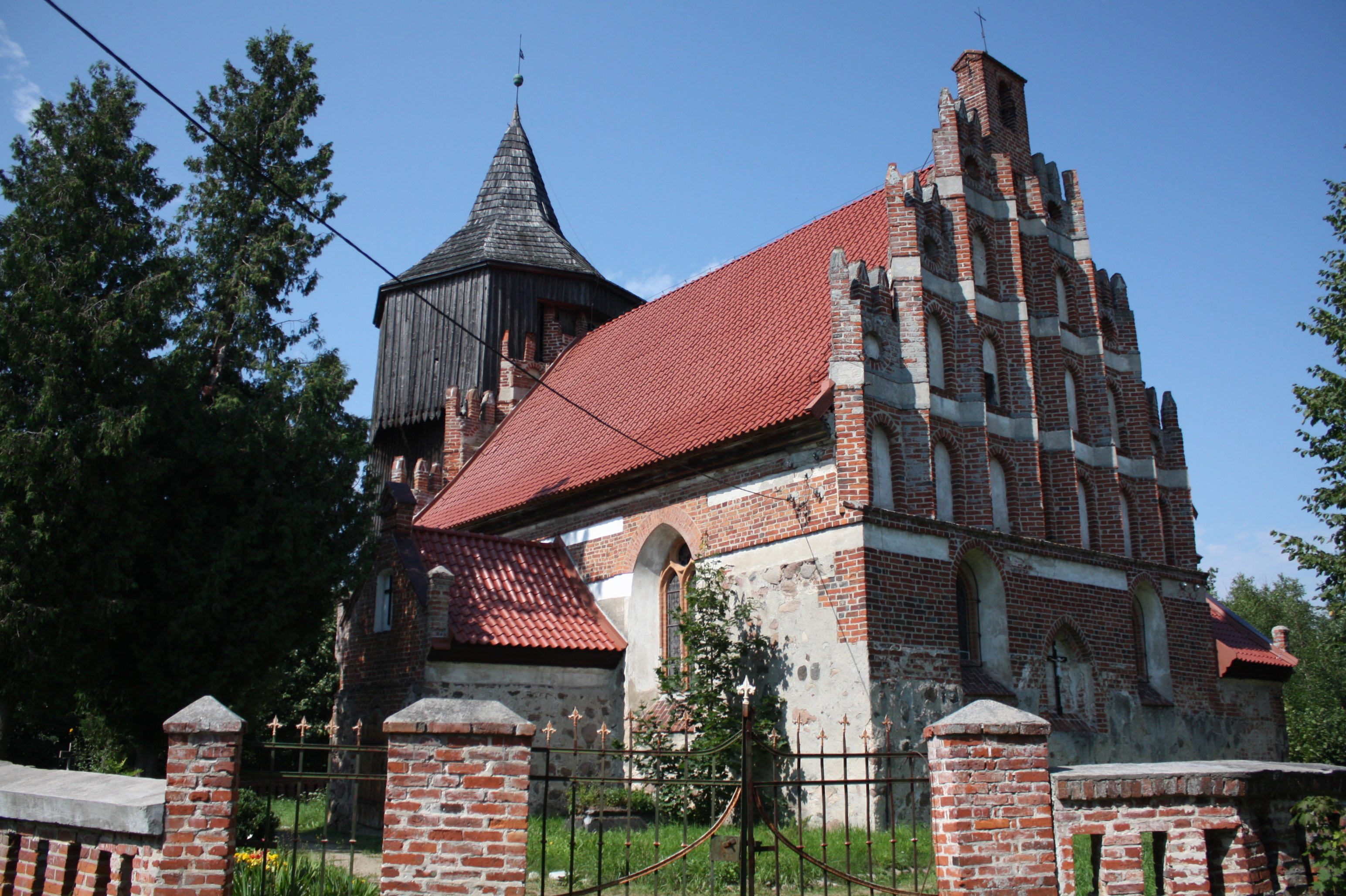
Die Heilig-Kreuz-Kirche in Sułowo

### Römisch-katholisch
Schulen resp. Sułowo ist ein altes Kirchdorf. Die Reformation konnte hier nicht Fuß fassen, und der Ort hat fast ausnahmslos römisch-katholische Einwohner. Die gotische Hl.-Kreuz-Kirche stammt vom Ende des 14. Jahrhunderts. Es handelt sich um einen Ziegelbau mit Stufengiebel im Osten. Der Holzturm im Westen wurde um 1700 angebaut.
Die Pfarrei gehört zum Dekanat Bartoszyce (Bartenstein) im Erzbistum Ermland.

### Evangelisch
Die evangelischen Einwohner waren bis 1945 in die Kirche Bischofstein (polnisch Bisztynek) in der Kirchenprovinz Ostpreußen der Kirche der Altpreußischen Union eingepfarrt. Heute gehören sie zur Kirche in Bartoszyce, einer Filialkirche der Johanneskirche Kętrzyn (Rastenburg) in der Diözese Masuren der Evangelisch-Augsburgischen Kirche in Polen.

## Verkehr
Sułowo liegt an einer Nebenstraße, die die polnische Landesstraße 57 (frühere deutsche Reichsstraße 128) bei Bisztynek (Bischofstein) mit der Woiwodschaftsstraße 513 bei Rokitnik (Thegsten) verbindet. Eine Bahnanbindung besteht seit 1945 nicht mehr. Bis dahin war Thegsten seit 1905 die nächste Bahnstation und lag an der Bahnstrecke Schlobitten–Wormditt–Heilsberg–Rößel–Rastenburg–Angerburg. In Kriegsfolge wurde die Strecke aufgegeben.